# A casa di Ida Rubinstein 2011
A casa di Ida Rubinstein 2011 è un cofanetto di Giuni Russo pubblicato il 29 marzo 2011, comprendente un CD con la rivisitazione dell'album A casa di Ida Rubinstein (1988) e un DVD che documenta il meglio delle esibizioni della cantautrice durante i Pomeriggi musicali lombardi.

## Il cofanetto
Il CD è la riedizione della rivisitazione in chiave jazz di otto arie da camera di Vincenzo Bellini, Gaetano Donizetti e Giuseppe Verdi, con l'accompagnamento e la partecipazione straordinaria di artisti jazz di fama internazionale come il trombettista Paolo Fresu, il pianista jazz e compositore statunitense Uri Caine ed i virtuosismi di Brian Auger; infine, nel brano Le Crépuscule (di Gaetano Donizetti e con versi di Victor Hugo), la voce di Giuni Russo duetta virtualmente con quella di Franco Battiato.
Il DVD ripropone spezzoni tratti dai concerti tenuti al Palazzo del Senato di Milano ed al Teatro Manzoni di Monza (10 luglio 1991), durante la rassegna musicale e teatrale dell'Ente Lirico denominata "Pomeriggi musicali", organizzati dalla Regione Lombardia con la partecipazione del Comune di Milano e la Provincia di Milano.
La tracklist del concerto include le otto arie da camera da A casa di Ida Rubinstein (1988), e altri brani dal suo repertorio, quali: Lettera al Governatore della Libia (sempre riproposta da Giuni nei suoi concerti), L'addio, Post moderno, Il re del mondo, cover di Franco Battiato, e Nomadi di Juri Camisasca, brano inizialmente destinato a Giuni dall'autore, e poi inciso dall'amica Alice, nonché dallo stesso Battiato.
Il booklet di A casa di Ida Rubinstein 2011 contiene una nota firmata da Franco Battiato e diverse foto inedite di Giuni Russo.

## Tracce

### CD
1. A mezzanotte (feat. Uri Caine) (G. Donizetti)
2. Malinconia (feat. Paolo Fresu) (V. Bellini)
3. Le crépuscule (feat. Franco Battiato) (G. Donizetti, versi di V. Hugo)
4. La zingara (feat. Paolo Fresu) (G. Donizetti)
5. Fenesta che lucive (feat. Paolo Fresu) (V. Bellini)
6. Vanne o rosa fortunata (feat. Brian Auger) (V. Bellini)
7. Nell'orror di notte scura (feat. Uri Caine) (G. Verdi)
8. Me voglio fà na casa (G. Donizetti)

### DVD
1. Malinconia
2. Le crépuscule
3. A mezzanotte
4. Fenesta che lucive
5. La zingara
6. Vanne o rosa fortunata
7. Nell'orror di notte scura
8. Me voglio fà na casa
9. Lettera al Governatore della Libia
10. L'addio
11. Il Re del mondo
12. Nomadi
13. Post moderno

## Crediti
- Riedizione delle elaborazioni originali di Alessandro Nidi e Martino Traversa (1988)
- Produzione: Maria Antonietta Sisini
- Produzione aggiuntiva: Pino "Pinaxa" Pischetola
- Mixaggio: Pino "Pinaxa" Pischetola allo "Studio Pinaxa", Milano
- Assistente al mixaggio: Patrizio Simonini
- Artwork: Paolo De Francesco – Moltimedia.it
- Foto di copertina: Marco Giberti

## Formazione
- Giuni Russo – voce
- Uri Caine – pianoforte (Nell'orror di notte scura e A mezzanotte)
- Lamberto Cesaroni – tastiera, programmazione (nei live)
- Brian Auger – organo Hammond, pianoforte, Fender Rhodes (Vanne o rosa fortunata)
- Stefano Medioli – tastiera, pianoforte
- Alessandro Nidi – pianoforte (nei live)
- Paolo Fresu – tromba, flicorno (Malinconia, La zingara, Fenesta che lucive)
- Massimo Ferraguti – clarinetto (nei live)

## Registrazioni
- Nell'orror di notte scura e A mezzanotte: registrati al "Tom Tedesco Studios", New York
- Vanne o rosa fortunata: registratore "Auger", prodotto ed engineered da "Karma Auger" allo "Six Two Three Sound Studio", Venice (California)
- Le crépuscule: registrato da Pino "Pinaxa" allo "Studio Pinaxa", Milano
- Malinconia, La zingara e Fenesta che lucive: registrati da Pino "Pinaxa" allo "Studio Pinaxa", Milano

## Classifiche
| Paese  | Posizione raggiunta |
| ------ | ------------------- |
| Italia | 81                  |